# 정이대장군
정이대장군(일본어: 征夷大將軍, 세이이타이쇼군)은 일본의 영외관 장군직 중 하나다. 줄여서 장군(將軍 쇼군[*]), 공방(公方 구보[*]), 대수장군(大樹將軍 다이주쇼군[*]), 어소(御所 고쇼[*]) 등으로 불렀다. 나라 시대, 헤이안 시대에는 동쪽 지역에 에미시 정벌을 위해 파견한 장군의 명칭이었는데, 가마쿠라 시대에 미나모토노 요리토모가 막부의 수장이자 동국 무사단의 동량을 가리키는 말이 되었고, 이 직책은 무가 동량 가문이 대를 이어 계승하는 경향이 생겼다. 이미 조정을 통제하고 무가를 거느리는 일본의 실질적 통치자를 의미하는 직책이 되었으며, 외국에서는 정이대장군을 국왕으로 간주하는 게 통상적이었다. 에도 시대까지 최고 권력자의 직책으로 존재하였으나 메이지 유신 이후 폐지되었다.
'정이'(征夷)라는 명칭에서 알 수 있듯, 이 직책은 동쪽의 오랑캐, 즉 에미시를 혼슈의 동쪽 방면으로 정벌할 때 임명한 장군이다. 에미시를 서쪽 해안 방향으로 공격하는 장군은 '정적대장군(征狄大將軍 세이테키타이쇼군[*])', 규슈로 진군하여 하야토 등을 공격하는 장군은 '정서대장군(征西大將軍 세이세이타이쇼군[*])'으로 불렀는데, 이는 중국의 화이관을 일본의 상황에 적용해 생긴 이름이다. 당초에는 '정동장군'과 같이 '정동'(征東)이라는 표현을 쓰다가 다시 '정이'를 사용했다.
에도 막부의 정이대장군은 주로 우에사마(上様)라고 불렀다.

## 역사

### 나라 · 헤이안 시대
정이장군(征夷将軍) 즉 대장군(大将軍)은 「에미시」(夷)를 정토함에 즈음해 조정으로부터 임명되는 장군(대장군)의 하나로, 일본 열도의 태평양 방면인 도카이도 측으로 진군하는 군을 통솔하였다. 이와는 별개로 동해 방면인 호쿠리쿠도(北陸道)측으로 진군하는 군을 통솔하는 경우를 정적장군(征狄将軍) 또는 진적장군(鎮狄将軍), 규슈 방면으로 향하는 군대를 통솔하는 장군을 정서장군(征西将軍)/진서장군(鎮西将軍)이라 불렀다. 이는 고대 중국에서 주변 이민족들을 사방 방위에 따라 동이(東夷) ・ 서융(西戎) ・ 남만(南蛮) ・ 북적(北狄) 등으로 불렀던, 이른바 「사이」(四夷) 관념에 맞춘 것이다. 이 가운데 「동이」 방면에 해당하는 장군으로써는 와도(和銅) 2년(709년) 3월 6일 육오진동장군(陸奥鎮東将軍)에 임명되었던 고세노 마로(巨勢麻呂)가 최초였고 「정이장군」(통상 정이대장군과 동일한 것으로 간주됨)이 처음 보이는 것은 요로(養老) 4년(720년) 9월 29일 지절정이장군(持節征夷将軍)으로 임명된 다지히노 아가타모리(多治比縣守)였다. 또한 같은 날에 「북적」에 대한 지절진적장군(持節鎮狄将軍)으로 아베노 스루가(阿倍駿河)도 임명되었다. 「정동장군」(征東将軍)이 처음 보이는 것은 엔랴쿠(延暦) 3년(784년) 2월에 진수장군(鎮守将軍)에서 승격한 오토모노 야카모치(大伴家持), 「정동대장군」(征東大将軍)이 처음 보이는 것은 엔랴쿠 7년(788년) 12월 7일에 사임한 기노 고사미(紀古佐美)였다.
엔랴쿠 10년(790년) 7월 13일, 오토모노 오토마로(大伴弟麻呂)가 정동대사로 임명되었다. 엔랴쿠 12년(792년) 2월 17일에는 정동사(征東使)를 정이사(征夷使)로 고쳤다. 「대사」(大使)는 또한 「장군」으로도 불렸다. 《일본기략》에는 엔랴쿠 13년(794년) 1월 1일에 정이대장군 오토모노 오토마로에게 절도(節刀)를 하사하였다고 되어 있는데, 이것이 「정이대장군」이 처음 보이는 사례로 그 유래로써는 천황으로부터 임명된 군사지휘관이라는 뜻이었다. 엔랴쿠 10년(790년) 「정동대사」로 임명된 오토모노 고마로는 그 뒤 「정동사」가 「정이사」로 바뀌고 엔랴쿠 13년(794년) 1월 1일에 「정이대장군」으로써 절도를 하사받았다. 오토마로의 부사(부장군)이었던 인물이 바로 사카노우에노 다무라마로로, 그는 엔랴쿠 15년(796년) 10월 27일 진수장군(鎮守将軍)으로 임명되어 에미시와의 전쟁을 지휘하였고, 이듬해 11월 5일에 정이대장군으로 승격되었다. 다무라마로는 그때까지 에미시들을 이끌고 조정에 맞서 완강하게 저항하던 이사와(胆沢)의 아테루이를 항복시키고 수도로 데려왔고, 도호쿠 지방 전역을 평정하였다. 그 뒤 미치노쿠의 안찰사가 된 훈야노 와타마로(文室綿麻呂)가 에미시와 교전한 고닌(弘仁) 2년(811년) 4월 17일 정이장군에 임명되고 같은 해 윤12월 11일 에미시 정토를 종료하였음을 조정에 고하였으며, 진수장군에는 부장군이었던 모노노베노 다리쓰구(物部足継)가 승격되었다. 그러나 고닌 5년(814년) 11월 17일 다시금 훈야노 와타마로가 정이장군으로 임명되는데, 실제 정벌은 이루어지지 않았다.

### 미나모토노 요리토모, 최초의 정이대장군

#### 도고쿠의 독립정권

가마쿠라 막부를 세운 미나모토노 요리토모의 초상으로 전하는 진고지 3상의 하나.

최초 정이대장군(쇼군)으로 알려진 미나모토노 요리토모 일족(가와치 겐지)은 군사가 가업이며, 조정을 섬기는 군사귀족이었다. 그러나 이즈에서 유배 생활을 하던 도중 도고쿠 무사단을 이끌고 반(反)헤이케 기치를 들었던 요리토모의 애초 처지는 조정으로부터 공인을 받지 못한 상황이었다. 요리토모는 우선 조정으로부터 상대적으로 독립한 「도고쿠 정권」을 쌓았고, 교토 조정에서 연호를 요와로 바꾼 뒤에도 요리토모는 이전에 써오던 지쇼 연호를 그대로 사용하였다. 그 뒤 조정과 관계를 포함해 기존 헤이케 정권  ・ 미나모토노 요시나카 ・ 오슈 후지와라 씨(奥州藤原氏) 지방정권 세 패턴의 비교검토를 통해 자신만의 정권을 구상했다고 평가받고 있다.
- 헤이케 정권은 기존의 귀족의 가격(家格) 질서를 따라 관위가 올랐고 천황의 외척으로써 조정의 권력을 장악하는 길을 택했으나, 헤이케의 번영을 과시할 뿐 지방의 실효 지배자나 무사의 대표로서는 제 기능을 하지 못했다. 이것에 대해 도고쿠의 일정한 독립성은 유지하면서도 조정에 무가 권력으로서의 자주적 통치권을 인정받기 위해서 교섭을 거듭했다.
- 헤이케를 내쫓고 교토를 제압한 미나모토노 요시나카는 200년도 전에 존재했던 정동대장군에 임관했다. 정동대장군 관명은 동방을 정벌하는 직무를 가리키는 것으로, 도고쿠의 요리토모에 대항하려는 요시나카의 의도를 엿볼 수 있다. 요시나카를 제압한 요리토모 역시 이에 필적하는 칭호를 바라게 된다.
- 당시 일본 도호쿠 지방은 조정의 지배가 미치지 않는 오슈 후지와라 씨의 독립적인 지방정권이었다[3] 오슈 후지와라 씨는 진수부장군의 지위를 얻어 무쓰 국, 데와 국에서의 군정이라는 형태의 지방통치권을 인정받아 100년 동안 그 땅을 지배하였다.[4] 변경 상비군(정이대장군의 경우는 임시원정군)의 현지사령관이라는 성격을 가졌기 때문에 수도에 체재할 필요가 없어, 지방 정권의 수령을 맡기에 적합한 지위였다. 요리토모 자신도 가마쿠라에 계속 머물며 교토의 조정으로부터 공인을 받으면서도 일정한 독립성을 유지하려고 했다.

#### 근위대장에서 정이대장군으로
겐큐(建久) 원년(1190년), 요리토모는 조정으로부터 우근위대장(右近衛大将, 우콘노에노다이쇼)으로 임관되었으나, 근위대장은 중앙 근위군 사령관이라는 성격상 수도에 머무르지 않으면 안 되었고, 반년도 못 되어 요리토모는 우대장직을 사임하였다. 우대장은 벼슬이 높기는 하지만 미나모토노 요시나카가 받았던 정동대장군처럼 무사를 통솔하고 지방 쟁란을 진압하는 지위는 아니었고, 오슈 후지와라 씨 당주들이 받았던 진수부장군처럼 도고쿠에 독립 세력권을 갖출 만한 위상도 아니었다.
거기서 요리토모가 주목한 것이 정이대장군이라는 관직이었다. 반도(阪東) 무사들을 이끌고 있는 에미시(오슈 후지와라 씨) 정복이라는 대의명분을 보더라도, 진수부장군과 마찬가지로 군정(지방통치권)을 펼 명분이기도 하거니와, 고실로 따져보아도 진수부장군보다 더 높은 직책이었다. 다시 말해
- 도고쿠 무사들의 도료(棟梁)인 가마쿠라도노(鎌倉殿)라는 사적인 지위
- 수호(守護, 추포사追捕使) ・ 지두(地頭)를 전국에 배치하고 군사 ・ 경찰권을 장악하는 일본국총추포사(日本国惣追捕使) ・ 일본국총지두(日本国惣地頭)라는 공적 지위
- 우대장으로써 인지되는 가정(家政) 기관을 만도코로(政所) 등의 공적인 정치기관에 준하는 대우를 받을 권한

등을 모두 망라할 수 있는 공적으로 증명된 일체적 지위가 바로 정이대장군직이었다.

#### 정이대장군의 의의
그러나 요리토모에게 정이대장군직은 오슈 후지와라 씨 정복을 위해 필요했던 벼슬이었으며, 오슈 전투를 거쳐 실제로 임관한 겐큐 3년(1192년)에는 이미 쓸모없게 되었다는 시각도 있다. 실제로 요리토모는 정이대장군직을 그다지 고집하지 않았고 2년 후 사임할 뜻을 밝혔다.
또한 요리토모의 적남 요리이에는 가독을 이어받는 과정에서 우선 좌근위중장(左近衛中将), 좌위문독(左衛門督) 순으로 임관하였고, 정이대장군에 임관한 것은 그 3년 후였다. 요리이에가 실각한 히키 요시카즈의 변(比企能員の変) 때에는 총추무사(惣追撫使) ・ 총지두(惣地頭) 지위 승계가 문제가 된 반면, 정이대장군직은 대상이 되지 않았다. 따라서 이 단계의 정이대장군은 무가의 도료인 가마쿠라도노나 일본의 군사적 지배자인 총추무사 · 총지두의 지위와 뗄 수 없는 것이 아니라 그다지 중시되지 않았음을 알 수 있다.
요리토모는 조정의 상설최고직이었던 좌대신(左大臣)에 해당하는 정2위로 정이대장군직에 취임했고, 동시에 일부 조정과의 이중정권 상태를 유지하면서 전국에 무가지배정권을 형성했기 때문에, 이후 그 신격화와 함께 '천하인(天下人)'으로서의 정이대장군의 칭호가 서서히 침투해 간다. 또한 후대에도 집권(執權), 관령(管領), 대로(大老) 등 막부 차석직의 관위는 종4위였고 장군만이 지극히 높은 권위를 지니고 모든 무사들 위에 군림한다(비록 실권이 계속 유지되지 않았다 하더라도)는 관습도 이 시기에 확립되어 있다.

#### 근년에 밝혀진 새로운 사실
이 통설을 뒤집는 새로운 사료로써 《삼괴황량발서요》(三槐荒涼抜書要)에 실린 《산괴기》(山槐記) 겐큐 3년(1192년) 7월 9일조 및 12일조에 요리토모의 정이대장군 임관 경위를 기술한 게 있다. 여기에 따르면 요리토모가 바란 게 「전임 우부(우대신)」(前右府)라는 호칭 대신 「대장군」이며, 이를 수락한 조정이 「총관」(惣官), 「정동대장군」, 「정이대장군」, 「상장군」 네 가지 후보를 제안했고, 검토한 결과 예전 헤이케의 마지막 도료였던 다이라노 무네모리(平宗盛)가 임관했던 「총관」이나 요시나카가 임관했던 「정동대장군」은 흉한 전례라 하여 배제하고, 「상장군」도 일본에서는 그 선례가 없으니 배제, 사카노우에노 다무라마로가 임관했던 「정이대장군」이 길한 전례라 하여 요리토모를 「정이대장군」으로 임관하게 했다는 것이다. 즉 요리토모에게서 중요한 게 「정이」(征夷)가 아니라 「대장군」(大將軍)으로 조정이 소거법에 따라 「정이대장군」을 선택한 게 분명하다. 때문에 요리토모가 「정이대장군」을 바랐다는 전제에서 「정이」에 중점을 두고서 해석한 그동안  연구는 재고해야 한다는 주장이 제기되었다(동시에 요시나카가 임관한 것도 아즈마카가미 등에 전하는 「정이대장군」이 아니라 교쿠요玉葉에 나오는 「정동대장군」이었다는 게 분명하다)
요리토모가 '대장군'을 원한 이유로는 10세기 - 11세기 진수부 장군을 조상에 두고 있는 사다모리류 헤이시(貞盛流平氏) ・ 요시후미류 헤이시(良文流平氏) ・ 히데사토류 후지와라 씨(秀郷流藤原氏) ・ 요리요시류 겐지(頼義流源氏) 등이 진수부「장군」의 후예라는 점을 그들의 정체성으로 삼고 있었기에 사다모리류 헤이시 일문(헤이케 포함) ・ 히데사토류 오슈 후지와라 씨 ・ 요리토모 자신과 같은 요리요시류 겐지의 미나모토노 요시나카 ・ 미나모토노 유키이에(源行家) ・ 미나모토노 요시쓰네 등 진수부「장군」의 후손들의 패권 다툼을 제압해 유일한 무문(武門)의 도료가 되어 오슈 전투(奥州合戦)에 있어서도 의식적으로 진수부「장군」 미나모토노 요리요시의 후계자라는 점을 과시했던 요리토모가 자신의 지위를 상징하는 것으로써 무사 사회에 있어서 진수부「장군」을 뛰어넘는 권위로써 「대장군」의 칭호를 바랬다는 설도 제기되었다. 또한 장군직이 무가에 있어서는 전투를 지휘통제하는 지위로 중시되어 이러한 점들을 아우르는 「대장군」이 무문의 도료로써 지휘통제하기에 중요했다는 설이 있다.
또한 요리토모가 정이대장군을 원했지만 고시라카와 법황에게 거절당했다고 여겨지는 점에 대해서는 《아즈마카가미》 겐큐 3년(1192년) 7월 26일조의 '将軍事、本自雖被懸御意、于今不令達之給、而法皇崩御之後、朝政初度、殊有沙汰被任之間' 등의 기술을 근거로 오랫동안 신뢰되어 왔으나, 근래 들어 《아즈마카가미》 주에이 3년(1184년) 4월 10일 기사와 내용이 모순되는 점이 있음이 지적되고 있다. 이 기사는 요리토모가 3월 27일 지모쿠(除目)에 따라 정4위하 관위에 올랐음을 미나모토노 요시쓰네의 사자가 알린 것으로 같은 조항에는 지모쿠의 경위가 적혀 있다. 그것에 따르면, 요시나카 토벌의 전공으로서 후지와라노 다다부미(藤原忠文)의 선례를 따라 정이장군의 지위를 주는 것을 고시라카와인이 검토했지만, 논의에 따라 관위만 받게 되었다고 하고 있다. 그런데 구조 가네자네의 일기인 《교쿠요》(玉葉) 주에이 3년(1184년) 2월 20일 및 3월 28일조에는 요리토모로부터의 아뢴 바에 따라 고시라카와인이 요리토모에게 주려던 모든 관직을 사임하고 서위만 받았다고 되어 있다. 이 사태를 설명하기 위해서는 고시라카와가 이미 끝난 전투의 전공으로 정이장군(=정이대장군)을 주려 했으나 요리토모가 사퇴한 것이라고 해석할 수밖에 없고, 헤이안 시대 초기 에미시 정토가 끝나고 오랜 시간이 흘렀던 당시에 있어서도 고시라카와인이나 요리토모 모두 정이장군을 명예관직으로 간주하여 '무가의 동량'이라던가 '동국의 지배자' 정도의 요직으로 인식하지는 않았을 가능성이 있다.
나아가 주에이 이후 요리토모의 정이대장군 보임까지의 사이에 정이장군 ・ 정이대장군의 지위나 직권에 대해서 논의된 흔적이 교토나 가마쿠라 양측 모두의 같은 시대 사료에서 확인되지 않는데, 가마쿠라도노가 지닌 권한이란 특정 관직에 의한 것이 아니라 주에이 2년 10월 선지(寿永二年十月宣旨)나 분지 칙허(文治の勅許) 등 가마쿠라도노가 조정으로부터 승인받은 도고쿠 지배권이나 제국 수호권(諸国守護権) 등 각종 군사적 ・ 경찰적 권한에 의한 것이었고 요리토모 ・ 요리이에 ・ 사네토모 3대의 정이대장군 자체는 직분 ・ 실권 없는 공명(空名)의 관직보임 이상의 것은 아니었다고 보인다. 이 설에 따르면 《아즈마카가미》에 3대의 정이대장군 보임 기사는 정이대장군의 권위가 확립된 뒤에 각색된 기사로 실제로 정이대쟁군 보임이 정치적 의미를 지니는 것이 된 것은 가와치 겐지 적류가 단절되고 무가 겐지 아닌 가마쿠라도노(섭가장군摂家将軍)을 맞이하게 된 때에 이르러서였다. 섭가장군을 옹립한 집권 호조 씨 등 가마쿠라 막부측은 가마쿠라도노의 후계자의 지위 및 요리토모 이래 인정되었던 여러 가지 권한들을 요리토모 이래의 3대가 공통적으로 보임되어온 공명의 관직이던 정이대장군의 직권으로써 연결시키는 가운데 새로운 가마쿠라도노인 섭가장군이나 궁장군(宮将軍)들에게도 이를 계승해 줄 것을 요구했고, 조큐의 난 이후 친막부파에 의해 장악된 조정도 이를 인정함으로써 정이대장군이 「무가의 도료」, 「도고쿠의 지배자」의 관직으로 전환되었다고 하는 견해를 따르고 있다.

### 섭가장군과 궁장군
가마쿠라 시대 이후 막부의 정치력은 점차 높아져 갔다. 그러나, 요리토모의 친자로서 장군에 취임하고 가마쿠라도노가 된 미나모토노 요리이에 · 미나모토노 사네토모는 권신 호조씨에 대항할 힘을 갖지 못하였다. 사네토모의 죽음으로 요리토모의 직계 혈통이 끊기자, 당초 호조씨는 황족 가운데 한 명을 보내 장군으로 취임하게 해 줄 것을 조정에 요구했지만 최종적으로 거절당했다. 이 때문에 요리토모의 친척에 해당하는 섭관가에서 두 살 된 미토라(三寅)를 가마쿠라도노로 맞이하고 요리토모의 미다이도코로인 호조 마사코가 후견이 맡았다. 정실이 된 것은 시댁의 딸이며, 사네토모의 정실인 보몬 노부코(坊門信子)의 양녀 다케노 고쇼(竹御所)였다.
미토라는 6년 뒤에 원복(元服)을 행하고 후지와라노 요리쓰네(藤原頼経)라 하였으며, 정이대장군으로 취임하였으나 실권은 미약했고 막부의 꼭두각시에 불과하였다. 그러나 호조 야스토키(北条泰時) 사후의 혼란 속에서 반(反)도쿠소케(得宗家) 고케닌들을 규합해 장남 호조 쓰네토키(北条経時)의 집권 취임에 반대하는 등의 운동을 보이기도 했다. 그 직후 아들 후지와라노 요리쓰구(藤原頼嗣)가 6세로 원복을 행하고 장군직을 넘겨받았는데, 이는 그 영향으로 보인다. 그러나 요리쓰네는 그 뒤에도 은연중에 자신의 세력을 유지하였고, 나고에 미쓰토키(名越光時) 등 반도쿠소 세력과도 제휴하며 호조 도키요리(北条時頼)와 대립하다(미야 소동) 그 직후 교토로 송환되었다. 요리쓰구도 승려 료쿄(了行) 등의 모반 사건에 연루되어 폐위되었다.
그 뒤 황족이 장군으로 옹립되어 이를 「궁장군」(미야쇼군)이라 하였는데, 이들은 호조 도쿠소케 전제라 칭하는 막부에서 도쿠소케 즉 호조 본종가의 꼭두각시에 지나지 않았다. 6대 장군인 무네타카 친왕은 정실의 밀통사건이 발생하고 모반 혐의를 사서 교토로 쫓겨났다. 7대 장군이 된 고레야스 친왕은 《마스카가미》(増鏡)에서는 「장군궁(将軍宮)에 떠밀려」라고 표현될 정도로 거의 죄인 취급을 받으며 교토로 쫓겨 났다. 히사아키 친왕은 확실하지 않은 이유로 33세에 사임하고 교토로 돌아왔고, 모리쿠니 친왕은 가마쿠라 막부 멸망(1333년)과 함께 출가하였다.

### 겐무 신정과 무로마치 장군

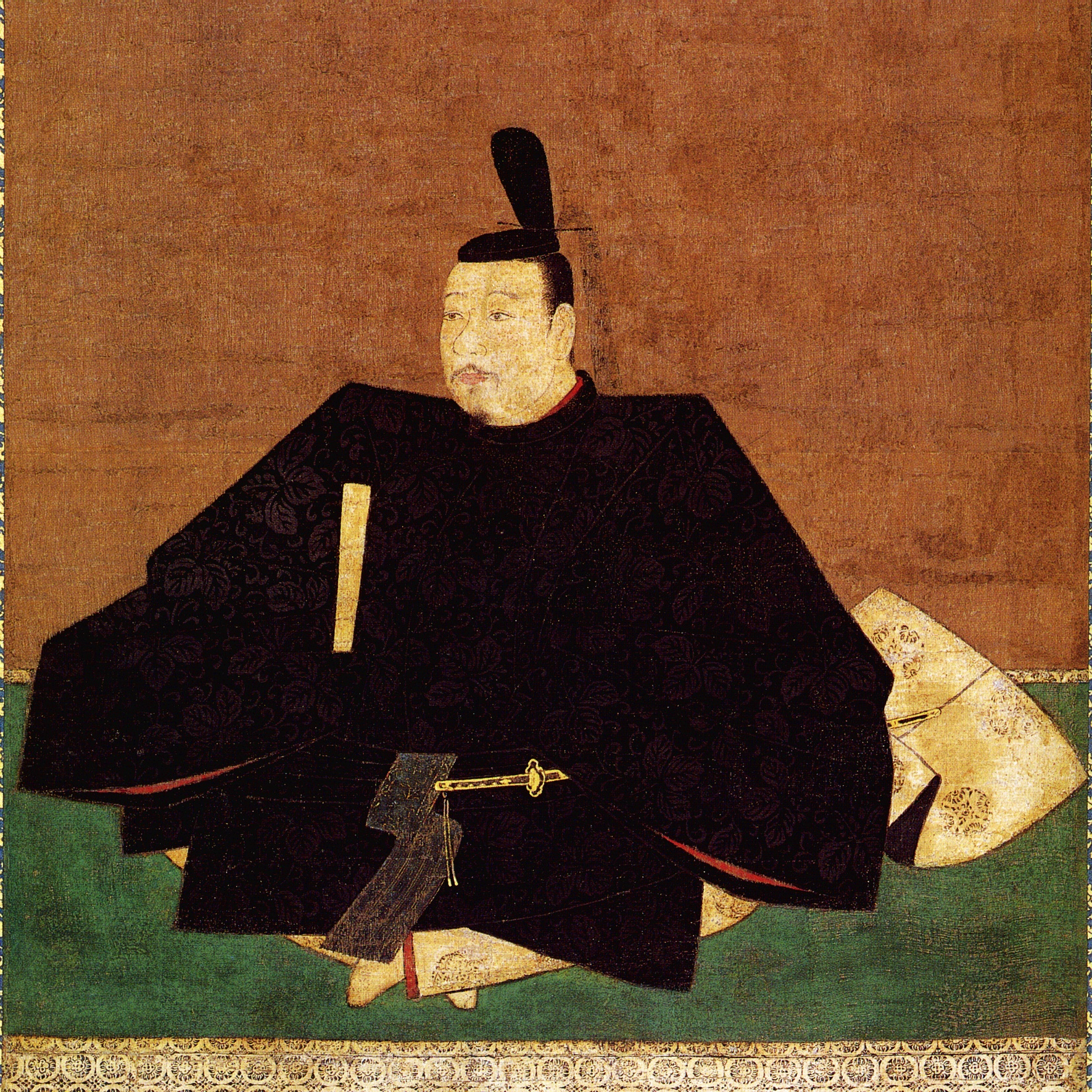
죠도지에 소장되어 있는 아시카가 다카우지의 영정.

겐무 신정으로 천황과 궁가(公家)의 친정과 국아군제 부활을 목표로 하던 조정의 독재정치로 은상(恩賞)이나 영지를 놓고 무가와의 대립이 빈발하였다. 아시카가 다카우지의 거병으로 겐무 정권은 와해되고, 다카우지는 북조(北朝)를 받들어 자신이 정이대장군으로 취임하고 교토에 무로마치 막부(室町幕府)를 열었다. 그러나 무로마치 막부는 유력 수호인 호소카와 씨(細川氏) ・ 시바 씨(斯波氏) ・ 하타케야마 씨(畠山氏) 등과의 연합정권이었고, 공무정권(公武政権)의 특색이 늘어났다. 3대 장군 요시미쓰(義満)는 공가와 무가 두 권력의 정점에 섰다. 그 뒤 정이대장군은 무가의 최고권위가 되었다(반면 교토의 조정은 일본 역사상 최저였다고 할 정도로 통치권을 잃었다). 다만 실질적인 권력은 전 장군인 무로마치도노(室町殿)나 오고쇼(大御所)가 쥐고 있는 경우가 있어서 반드시 정이대장군이 장악했다고 보기는 어려운데, 장군직은 요시미쓰의 적남인 요시모치(義持)에게 양위된 뒤에도 권력은 인세이 시기 치천의 군(治天の位)과 같은 지위에 해당하던 '전임 장군' 요시미쓰에게로 집중되어 있었던 것이다. 오에이(応永) 15년(1408년) 5월에 요시미쓰가 급서한 뒤에 장군의 권한이 급속히 회복되어 호소카와 간레이(細川管領)와 시바 요시마사(斯波義将) 등 숙로(宿老)와 연계한 가운데 장군 권력과 막부 기능이 부활해 요시미쓰의 정청(政庁)으로 쓰이던 기타야마 저택(北山第)도 금각(金閣)만을 남기고 헐렸다. 그 뒤 천황과 조정은 센고쿠 다이묘(戦国大名)들의 귀족화, 엽관(猟官) 접근을 통한 장군 권위의 재건도 있기는 했지만, 사실상 통치권이 없고 명목상으로만 존재하며 막부가 일본 전 국토를 실질적으로 통치하는 정부 노릇을 하였다. 아시카가 요시노리(足利義教) 대에는 빈번하게 수호다이묘(守護大名) 집안의 상속에 개입하며 독재적인 권력을 행사하였으나, 요시노리가 암살되고 수호다이묘들이 주도해 반란을 진압하면서 다시 막부 장군의 권력은 실추되었다. 아시카가 요시마사의 대에는 수호다이묘 간의 무력항쟁에서 아무 영향력을 행사하지 못했고(오닌의 난) 요시마사의 아들 요시히사가 실권 회복을 노리고 롯카쿠 씨(六角氏) 토벌군을 몸소 지휘하기도 했지만, 중도에 병사하는 바람에 완수하지는 못했다.
남북조 시대에는 남조의 기타바타케 아키이에(北畠顕家)가 진수부장군을 진수부대장군으로 부르는 것이 허용되었는데, 이는 세이카게(清華家)의 가격을 지닌 기타바타케 가문에 있어 진수부장군이 명확하게 비직(卑職)이었다는 것을 아키이에가 싫어했기 때문이었다.

### 센고쿠 시대의 장군
장군 아시카가 요시키는 요시히사가 완수하지 못했던 롯카쿠 친정을 성공시켰으나, 이로 인해서 호소카와 마사모토(細川政元)와 대립하게 되었고, 하타케야마 정벌로써 가와치(河内)로 출병했을 때 쿠데타가 일어나 장군직을 잃었다(메이오의 정변). 막부는 호소카와 씨 지배 체제가 확립되고 또한 막부와 장군의 전국 통치의 권력은 소멸해 무로마치 막부는 기나이(畿内)에만 지배권이 그치는 지방정권으로 전락하였다. 무가에 대해 장군의 권위는 어느 정도 남아는 있었으나 센고쿠 다이묘가 성립하고 장군은 유력 다이묘들의 동향에 거스르기 어려웠고, 그들을 적대시했다가 다이에이(大永) 원년(1521년) 무려부터 쫓겨나 도망다니며 교토에 상주하지 못하고 「떠돌이 장군」(流れ公方)이라는 비웃음을 샀다. 장군의 수호보임권은 단속적인 것이 되어 천황의 고쿠시 임명이 부활하고 장군은 관위의 조정 취차 권한을 행사하지 못하게 되어 장군의 권력은 축소되었다. 덴분(天文) 22년(1553년) 미요시 정권(三好政権)을 성립시킨 미요시 나가요시(三好長慶)에게 13대 장군 요시테루(義輝)는 반발하다 오미국(近江国)으로 쫓겨나 5년 뒤에야 돌아왔고, 에이로쿠(永禄) 8년(1565년) 음력 5월의 에이로쿠의 변으로 니조고쇼가 급습당하고 살해되는 등 장군이라고 해서 넘볼 수 없는 존재였던 것은 아니었다. 때문에 요시테루의 동생인 요시아키(義昭)는 오다 노부나가의 협력을 얻어 미요시 정권이 옹립했던 14대 장군 요시히데(義栄)가 급서한 가운데 교토로 돌아와 15대 장군이 되었다. 그는 무로마치 막부 재건을 위해 기나이 지배를 부활시켰으나, 무로마치 막부 창설 이래의 전통이던 다케다 신겐 등 다른 유력 다이묘들과의 복수제휴를 목표로 했고, 이에 노부나가와 대립하게 되어, 결국 체포되고 교토에서 쫓겨났다. 막부의 관료였던 봉공중(奉公衆)의 이세 씨(伊勢氏) 등 대부분이 아케치 미쓰히데에게 흡수되어, 사실상 무로마치 막부는 멸망하였다. 그러나 아시카가 씨의 가직(家職)으로 변해 있던 장군을 조정은 적극적으로 해관하려 하지 않았고 그 뒤 쇼쿠호 정권(織豊政権)은 정이대장군 ・ 막부 체제와는 다른 정권을 수립하게 되었기에, 아시카가 요시아키는 도요토미 정권 초기 사임할 때까지 장군직을 그대로 유지하였다. 하지만 도요토미 히데요시는 천한 신분으로 인해 정이대장군 직위에는 절대로 오를 수 없었기에 이에 대해 화가 난 도요토미 히데요시는 아시카가 요시아키가 정이대장군에서 물러나자마자 정이대장군 직을 폐지해버렸으며 본인을 태합이라 참칭하면서 정이대장군 대리자라 칭했다.

### 에도 시대의 장군

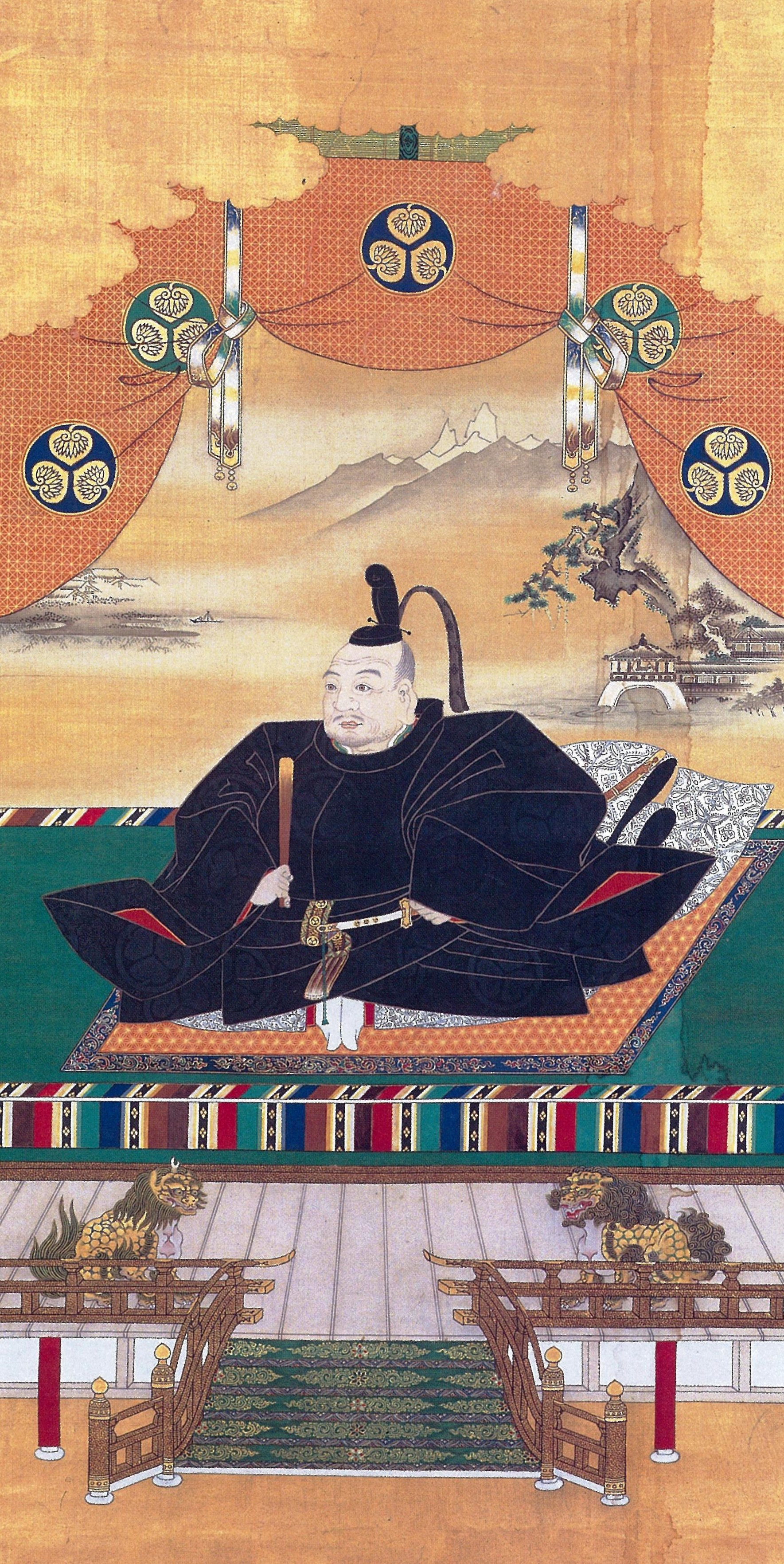
에도 막부의 초대 장군이 된 도쿠가와 이에야스.

게이초(慶長) 5년(1600년) 세키가하라 전투에서 승리하고 도요토미 정권 내부의 대항 세력을 일소한 도쿠가와 이에야스는 도요토미 씨에 종속되지 않은 독자적인 공의(公儀)로써의 명목 확립을 위해, 게이쵸 8년(1603년)에 정이대장군에 취임하였다. 더욱이 2년 후에는 적남인 도쿠가와 히데타다에게 장군직을 물려주고, 과거의 아시카가 씨처럼 장군직을 가직으로 삼아 덴노 가문의 대리임을 나타냈다. 이 도쿠가와 정권은 후에 에도 막부(江戶幕府)로 불리게 된다.
内大臣源朝臣

左中辨藤原朝臣光廣傳宣 權大納言藤原朝臣兼勝宣 奉　勅件人宜爲征夷大將軍者

慶長八年二月十二日　中務大輔兼右大史算博士小槻宿禰孝亮奉

(해석)

내대신(内大臣) 미나모토노 아손(源朝臣, 도쿠가와 이에야스, 62세 때)

좌중변(左中弁) 후지와라노 아손(藤原朝臣) (가라스마루烏丸) 미쓰히로(光広)가 선지를 전하고, 곤노다이나곤(権大納言) 후지와라노 아손 (히로하시広橋) 가네카쓰(兼勝)가 선포한다. 삼가 칙을 받들고 이 사람을 마땅히 정이대장군으로 삼노라.

게이초 8년 2월 12일에 중무대보(中務大輔) 겸 우대사(右大史) 산박사(算博士) 오즈키노스쿠네(小槻宿禰) 다카스케(孝亮)가 받들어 전하노라.
— 徳川家康征夷大将軍の辞令（官宣旨）、日光東照宮文書

과거의 가마쿠라 막부나 무로마치 막부와 달리, 에도 막부에서는 막각(幕閣)의 권신이 도쿠가와 장군가를 능가하는 사태는 일어나지 않았다. 그러나 19세기 중반에 개국 문제를 계기로 조정의 권위와 막각 밖의 서남 웅번(西南雄藩)의 정치력이 높아지면서 장군의 공의로서의 힘이 실추되고, 공무합체나 대정위임론(大政委任論)으로 공의의 재의정을 시도하는 것도 어려워진다. 게이오(慶応) 3년(1867년) 도쿠가와 요시노부(徳川慶喜)는 정이대장군을 사임하고 「대정」(大政)을 조정에 반납하는 것(대정봉환)으로 도쿠가와 가 당주가 정이대장군이 아닌 「마님」(上様)으로써 공의정체(公議政体)의 지도자가 되는 것을 노렸으나, 그 직후의 왕정복고로 옛 장군가를 배제하는 새로운 정권이 발족, 또한 정이대장군직을 포함한 종래의 관직도 폐지되었다.

## 같이 보기
- 정서대장군
- 정동대장군
- 진적장군

### 내용주
1. ↑  동시에 사에키노 이와유(佐伯石湯)가 정월후하이장군(征越後蝦夷将軍)로 임명되었다.
2. ↑  요로 4년 9월 28일에 육오안찰사(陸奥按察使) 가미쓰케노 히로히토(上毛野広人)가 살해된 다음날 다지히노 아가타모리가 지절정이장군으로 임명되었다.
3. ↑  기노 고사미의 경우는 엔랴쿠 7년 6월에 임명되었는데 《속일본기》에는 「정동대사」(征東大使), 《일본기략》(日本紀略)에서는 「정동장군」(征東将軍)으로 되어 있다.
4. ↑  장군의 명칭은 기록상 통일되어 있지는 않다. 예를 들어 후지와라노 우마카이(藤原宇合)의 경우 임명될 때는 「지절장군」(持節将軍)이었는데 수도로 돌아올 때는 「정이지절대사」(征夷持節大使)로 되어 있다.
5. ↑  「정동대사」로써 따로 후지와라노 쓰구나와(藤原継縄)나 후지와라노 고쿠로마로(藤原小黒麻呂) 등이 임명된 사례도 존재한다.
6. ↑  다른 정동 ・ 정이 장군은 대대로 천황보다 절도를 받고 전권을 위임받았으나, 와타마로의 경우는 절도를 하사받지 않았다.
7. ↑  겐큐 3(1192)년의 정이대장군 취임으로 하문(下文)이 「장군가정소하문」(将軍家政所下文)으로 바뀌었는데, 겐큐 5년 10월 이후에 다시금 문서의 형식이 「전임 우대장 가정소 하문」(前右大将家政所下文)으로 돌아온다. 이를 요리토모가 정이대장군직을 사임할 의사를 표시하기 위해서였다는 설도 있는데, 다카하시 도미오(高橋富雄)는 「전임 우대장」 쪽이 권위가 더 높기 때문에 되돌린 것이고 사임할 생각이었다면 해당 인물이 최종적으로 지녔던 관직에 따라 존중받는데도 전임 장군을 사용하지 않았다며 사임 의사가 있었다는 설을 부정하였다(高橋富雄 1987, pp. 65-66.). 한편 요리토모의 우대장 사임이 수리되었는지 아닌지에 대해 이시이 료스케는 《손피빈먀쿠》에 미나모토노 요리토모가 겐큐 3년(1192년) 7월 장군으로 취임했다는 기술의 뒤로 겐큐 5년 10월 10일조에 '辞將軍'으로 되어 있어서 요리토모가 실제로 장군직을 사임했었다는 설을 제기하였다.